# Аџудени (Њамц)
Аџудени (рум. Adjudeni) насеље је у Румунији у округу Њамц у општини Тамашени. Oпштина се налази на надморској висини од 187 m.

## Становништво
Према подацима из 2002. године у насељу је живело 4449 становника, од којих су сви румунске националности.